# Donna Caroll
Linda Renée Abadi, más conocida como Donna Caroll (Buenos Aires, 28 de mayo de 1938-Buenos Aires 31 de marzo de 2020) fue una actriz y cantante argentina. Desde 1966 estuvo casada con el guitarrista de jazz Oscar López Ruiz.

## Biografía
Linda Renée Abadi (que firmaba Renée Abadi de jovencita) nació el 28 de mayo de 1938 en Buenos Aires, hija de Luis Abadi (n. Siria, 17 de abril de 1910) y Raquel Sued (n. 24 de junio de 1918).
En su infancia fue influenciada por la música variada. Combinó las influencias de su educación musical paterna con la que recibió en el colegio.
De pequeña se sintió fascinada por el jazz y por quienes eran sus más populares intérpretes en aquella época (Bing Crosby, Frank Sinatra, Rosemary Clooney, Doris Day...).

### Casamiento por conveniencia
En 1957, con apenas 18 años de edad, su padre la obligó a casarse con el empresario árabe José Ini, que fundó una empresa de aviación (Aerolíneas Ini). Con él tuvo dos hijos ―su hija, Marisa Ini, «es una gran artista»―, se mudaron a Miami (estado de la Florida). Seis años más tarde la empresa quebró, y Donna Carroll tuvo que volverse a Argentina con su esposo.

Nos escapamos de la Florida, me traje a los chicos con lo puesto. Acá, en Buenos Aires, teníamos un departamento de 400 y pico de metros que fue embargado, con todo lo que había adentro... menos lo que estaba en los placares. Con las joyas que tenía guardadas y con un auto que mi papá me ayudó a vender pude empezar a salir del pozo. Tenía 24 años y mucha voluntad. Mi marido estaba destruido, era alcohólico, le pedí que nos separáramos, me pidió una oportunidad, se la di, pero luego sí cada uno hizo su camino. [...] En agosto del ’66 me separé y dos meses después lo conocí a él [el notable músico Oscar López Ruiz]. Y ahí descubrí lo que era el verdadero matrimonio
Donna Carroll

## Trayectoria artística
Desarrolló su actividad profesional como cantante en Argentina, donde fue cantante del grupo Billy Bond y La Pesada del Rock and Roll, y también trabajó como cantante solista en países como Francia, México, Estados Unidos, Egipto, Chile, Venezuela, Uruguay, Paraguay, Perú, Bolivia y especiales televisivos para la BBC de Londres y la RAI de Italia.
Entre 2000 y 2008, con su esposo Oscar López Ruiz realizaron shows en los más importantes cruceros. Desde 1969 actuó todos los años en Nueva York (adonde viajó más de 70 veces) y en Argentina también lo hizo con grandes bandas de jazz.
- 1970: Premio Bandera de Oro (provincia de Santa Fe)
- Premio Martín Fierro en tres oportunidades
- Mástil de Oro a la Mejor Performance Femenina de Musical en televisión
- 1995: Premio Kónex (diploma al mérito como solista de jazz)
- 2005: jurado de los Premio Kónex en música popular
- 2015: jurado de los Premio Kónex en música popular.[9]

En 1995 publicó una Guía práctica de New York, en español.

## Fallecimiento
Falleció el 31 de marzo de 2020 a los 81 años en el sanatorio Güemes (de Buenos Aires), donde había ingresado quince días antes.

## Discografía
Su discografía incluye los siguientes títulos:
- 1966: Sol de medianoche, de la empresa discográfica Trova (Argentina)
- 1972: Donna Caroll, de la empresa discográfica Microfón (Argentina)
- 1972: Buenos Aires blues (Argentina)
- 1978: Quiero estar sola / Por los cuarenta (simple), de la empresa discográfica Film Record (Argentina)
- Por los cuarenta (Argentina)
- Simpática (Argentina)
- Todo pasará (Puerto Rico)
- Largo de Haendel (España)
- Azúcar y afecto (España)
- A chaque amour (Francia).[8]

En 2019 estaba preparando los siguientes trabajos: Made in Argentina, Atmósferas y Tangos en inglés.